# 福井放送
福井放送株式会社（ふくいほうそう、Fukui Broadcasting Corporation）は、福井県を放送対象地域とする中波放送（AM放送）事業とテレビジョン放送事業を兼営している特定地上基幹放送事業者である。通称・略称はFBC。

## 本社・支社
- 本社 - 福井県福井市大和田2丁目510番地
- 嶺南 - 福井県敦賀市中央町1丁目17番19号
- 東京 - 東京都中央区銀座4丁目9番8号 NMF銀座4丁目ビル内
- 大阪 - 大阪府大阪市北区中之島2丁目3番18号 中之島フェスティバルタワー内
- 名古屋 - 愛知県名古屋市中区栄3丁目14番15号 スギビル内
- 金沢 - 石川県金沢市香林坊2丁目3番25号 金沢青葉ビル内

出典

## 資本構成
企業・団体の名称、個人の肩書は当時のもの。

### 概要
筆頭株主は加藤ビルデイング（株式会社加藤ビルとは別）で、発行済株式の36%を保有する。その他、メディアの大株主としては、日本テレビ放送網が第2位で9.2%を、朝日新聞社が第3位で8.9%を保有する。福井新聞とも一般財団法人福井カルチャーセンターを共同運営するなど、実務上では関係が深い面もあるが、資本面では株主上位10位に名を列ねていない。
これは、同社が福井県内の有志のみで設立したものの、福井新聞は当初FBCに対して一部ニュースを提供しただけで事実上全くの無関係だったのが、その後FBCが経営危機に陥った際、中日新聞と中部日本放送（CBC）との間で支援契約が結ばれたところ、FBC取締役で福井県織物組合理事長も務めた加藤ビルデイングの加藤尚が社長に就任した際に、加藤一派が中日新聞・CBCとの契約を破棄して初めて報道面などで福井新聞との協力体制を取り付けた歴史的経緯によるものである。
したがって、FBCは資本面では福井新聞系列とはいえず、福井新聞との資本関係としては競合局である福井テレビジョン放送の方が深い。FBCは現在も筆頭株主である加藤ビルデイングの実質ファミリー企業とみられる。ちなみに板垣の旧社屋の地主も加藤ビルディングであった。以前は朝日新聞社が第2位を占めていたが、日本テレビ放送網が資本参加するようになると資本増強によって順位は逆転している。その一方で、読売新聞グループ本社やテレビ朝日との資本関係は今日に至るまで一切ない。
福井新聞の本社自体は福井放送の斜向かいにある。

### 2021年3月31日
| 資本金      | 発行済株式総数 | 株主数 |
| ----------- | -------------- | ------ |
| 1億5000万円 | 300,000株      | 260    |

| 株主             | 株式数    | 比率   |
| ---------------- | --------- | ------ |
| 加藤ビルディング | 108,130株 | 36.00% |
| 日本テレビ放送網 | 027,813株 | 09.27% |
| 朝日新聞社       | 026,736株 | 08.91% |

## 沿革
- 1951年（昭和26年）4月21日 - ラジオに予備免許交付（740kc・50W[12]）。
- 1952年（昭和27年）
  - 3月6日 - 福井放送株式会社設立[13]。本社は福井市（以下、市内は省略）牧ノ島町。資本金1千万円。初代社長は猪野毛利栄。
  - 6月14日 - ラジオ試験電波発射[12]。
  - 7月7日 - ラジオ、本免許交付[12]。
  - 7月20日 - 「ラジオ福井」の愛称で全国15番目のラジオ放送開始。同日に500Wへの増力申請[12]。
- 1953年（昭和28年）
  - 4月21日 - 福井ラジオ送信所、500Wへの増力予備免許交付[12]。
  - 5月8日 - 福井ラジオ送信所、500Wへの本免許交付[12]。
  - 5月15日 - 福井ラジオ送信所、500Wでの本放送開始[12]。
  - 6月20日 - 当局 - 朝日放送ラジオ間専用中継線開通。同日に朝日新聞社とニュース提携[12]。
  - 8月1日 - 福井ラジオ送信所、740kcから860kcへ変更[12]。
  - 9月26日 - 台風13号の影響により、放送不能に陥る[12]。
  - 10月5日 - 被災機器の復旧工事完了により、通常放送再開[12]。
  - 12月5日 - 福井ラジオ送信所、1kW増力申請し、昼間1kW・夜間500Wで予備免許交付[12]。
  - 12月8日 - 福井ラジオ送信所、昼間1kW・夜間500Wで本免許交付[12]。
- 1955年（昭和30年）9月17日 - 地上アナログテレビジョン放送の免許申請（映像2kW・音声1kW）[12]。
- 1956年（昭和31年）
  - 8月1日 - 地上アナログテレビジョン放送の免許申請（映像5kW・音声2.5kW）[12]。
  - 10月1日 - ラジオ夜間増力を実施し、昼夜通して1kWで送信[12]。
- 1957年（昭和32年）
  - 8月27日 - 小浜ラジオ放送局に予備免許交付（周波数1560kc）[12]。
  - 10月22日 - 地上アナログテレビジョン放送に予備免許交付[13]。
  - 11月23日 - 小浜ラジオ放送局本放送開始（周波数1560kc・出力100W）[12]。
- 1959年（昭和34年）
  - 5月12日 - 福井ラジオ送信所3kW増力申請[12]。
  - 5月29日 - 福井ラジオ送信所3kWが指向性にて本免許交付[12]。
  - 7月 - 資本金を1億5000万円に増資。
- 1960年（昭和35年）
  - 5月29日 - 地上アナログテレビジョン放送に本免許交付（映像3kW・音声0.75kW・11ch）、同日から試験放送開始[12]。
  - 6月1日 - 地上アナログテレビジョン放送本放送開始[13]。
  - 11月29日 - 福井ラジオ送信所で3kW増力変更審査終了。同日から3kWで放送開始[12]。
- 1961年（昭和36年）
  - 10月 - ラジオ送信所を大和田町へ移転。
  - 12月 - 本社を大手町（現・福井放送会館）に移転。
- 1962年（昭和37年）7月22日 - カラーテレビ放送開始[13]。
- 1966年（昭和41年）4月1日 - NNNに加盟。
- 1981年（昭和56年）12月1日 - 本社を板垣5丁目に移転し[13]、テレビ音声多重放送開始。本社退居後の放送会館は貸しビルとなる。
- 1985年（昭和60年）10月 - ロゴマークを変更。
- 1989年（平成元年）4月1日 - ANNに正式加盟。それまでのNNN単独ネットからNNN主体でANNとのクロスネットとなる。
- 1991年（平成3年）4月1日 - 中国・浙江省の浙江電視台（現浙江広播電視集団）と友好交流関係を締結。
- 1992年（平成4年）4月1日 - 敦賀ラジオ中継局を開設。
- 1998年（平成10年）12月 - ラジオ送信所を大和田から坂井郡丸岡町油為頭（現・坂井市）に移転。
- 2001年（平成13年）
  - 5月7日 - 大和田のラジオ送信所跡地に新築中の本社新社屋竣工。ラジオ部門の移転が完了し、新社屋から先行して放送開始（ワイド番組は第5スタジオ発）。
  - 6月11日 - テレビ部門の移転完了し、新社屋からの放送が始まる[13]。ラジオのワイド番組が第1スタジオからの放送開始。
- 2002年（平成14年）
  - 3月6日 - 会社設立50周年。
  - 4月1日 - ラジオセンター発足。FBCラジオに「大和田ラジオ本舗」の愛称が付いた。
- 2005年（平成17年）6月10日 - 地上デジタルテレビジョン放送の予備免許交付。
- 2006年（平成18年）
  - 1月23日 - 福井テレビ、NHK福井放送局とともに地上デジタルテレビジョン放送の試験電波を発射。
  - 4月3日 - テレビ放送、主調整室設備（マスター）を更新。同日に地上デジタルテレビジョン放送のサイマル放送開始。同時に新番組『Newsリアルタイムふくい』がスタート。
  - 4月27日 - 地上デジタルテレビジョン放送の本免許交付。
  - 5月1日 - 11:00より足羽山本局で地上デジタルテレビジョン放送開始[13]（ワンセグ同時開始）。会社初となるマスコット「ピントン」発表。
- 2008年（平成20年）
  - 12月27日 - テレビ放送において、終夜放送（フィラーとして日テレNEWS24を放送）を開始（日曜深夜含む）。
- 2010年（平成22年）
  - 7月5日 - 地上アナログテレビジョン放送において、原則全番組（CMを除く）レターボックス化（アナログ放送でもデジタル放送同様16:9の映像）。
  - 9月6日 - 地上アナログテレビジョン放送終了のお知らせを全国放送のみレターボックス内にて常時表示。
- 2011年（平成23年）
  - 7月1日 - 地上アナログテレビジョン放送終了の日付スーパーを送出開始。
  - 7月24日 - 12:00をもって地上アナログテレビジョン放送終了。12時間後の翌25日 0:00をもって完全停波。
- 2012年（平成24年）1月30日 - 12:00より、FBCラジオはradikoのサイマル配信に参加し、実用化試験配信を開始（人口が100万人を下回る都道府県では初）。
- 2014年（平成26年）1月1日 - 新CI導入により、FBCならびにFBC関連会社のロゴが現行のものに変更。コーポレートカラー（黄緑）およびシンボルマークを制定（Fを図案化したもの）。
- 2015年（平成27年）7月1日 - radiko.jpプレミアムの配信を開始。
- 2016年（平成28年）12月22日 - FM補完中継局の予備免許を交付[14]。
- 2017年（平成29年）4月1日 - FM補完中継局が開局。FM補完放送（ワイドFM）の本放送を開始[13]。
- 2020年（令和2年）10月1日 - 大飯郡高浜町において、eo光テレビでFM補完放送の再放送を開始[15]。
- 2021年（令和3年）5月24日 - テレビ放送、「NNS標準営放システム」サービス提供開始[16]。
- 2024年（令和6年）2月5日 - FM転換を見据えた総務省実証実験としてAM停波による社会的影響を検証するため、敦賀と小浜のAM送信所を停波[17][18][19]。

### 社史・記念誌
- 福井放送のあゆみ（福井放送社史編纂委員会 編） 1979年（昭和54年）9月30日発行、557ページ。
- 世紀を越えて　福井放送五十年のあゆみ（福井放送社史編纂プロジェクトチーム 編） 2002年（平成14年）12月発行、581ページ。

※2冊とも非売品であるが、公立図書館に献本されている。

## FBCラジオ

### 概要
ネットワークはJRN（TBSラジオ）とNRN（文化放送、ニッポン放送）のクロスネット。放送時間は月曜 0:00 - 4:00のメンテナンスタイムを除く24時間放送。月曜以外は5:00を1日の基点としている（月曜のみ4:00基点）。
FBCラジオの天気予報では石川県加賀地方、京都府北部地方、滋賀県北部の予報も流れることがある。
開局当時は完全自主編成。このためレコード音楽ばかり垂れ流して凌いでいたという。その後、番組編成面で朝日放送（ABC、現：朝日放送ラジオ）の支援を受け、同局の相当数の番組がネットされる。このため、福井放送は朝日系の放送局に位置付けられることがある。
1953年2月、北陸放送、北日本放送との間で東名阪でのナショナルスポンサー獲得、番組プログラム共有などを目的とした「ラジオ北陸連盟（RHR）」を設立（1957年4月解散）。開局直後、福井新聞社の政経部長であった山谷親平（のちにニッポン放送『テレフォン人生相談』、『山谷親平のお早ようニッポン』のパーソナリティ。山谷えり子実父）が放送部長として入社。1956年から1963年まで日本初の生ワイド番組『お早う皆さん』のパーソナリティを担当。なお、ラジオ番組の喋り手という意味の「パーソナリティ」を日本で初めて名乗った人物はこの番組における山谷であるという説がある。
FBCラジオは「FBCラジオセンター」が担当部署。「大和田ラジオ本舗」という愛称がある。これは、本社移転翌年の2002年7月にFBCラジオ放送50周年になるのを記念して制定された。「大和田」というのはFBCの新社屋がある福井市大和田に由来し、「本舗」というのはまさに『ラジオの老舗』ということから、これからも永く県民に愛されるようにと付けられた名前である。また、現在社屋が建っている土地はかつてFBCのラジオ送信所があった土地であり、「大和田」にはそのような意味も込められている。フロアは本社新社屋の2階、技術部の隣にある。2005年春には「お耳にかかって3年目」と銘打ち、「3」を耳に見立てた全面広告を出した。ただし2020年4月現在では、公式HPでも使用を確認できない。
ラジオセンターには制作・営業などのスタッフが集約され、ラジオ放送を中心に活動している。また、ラジオセンターで独立採算を取っていることが特徴である。またラジオセンター専属アナウンサーもいる。
定時ニュース及びニュースBOXでは、全国のニュースは朝日新聞ニュース→NNNニュースを、県内のニュースは自社の『FBCニュース』を放送している。『良ーいドン!!』や『午後はとことん よろず屋ラジオ』などの一部の番組では、北陸3県のラジオ局では唯一各新聞のラジオ欄において見出しを書いている。
ベリカードは、以前は越前ガニを模したものを発行していたが、一定の発行中止期間を経て、現在はFBCの社屋と星座の形をした福井県の地形を模したデザインのカードを発行している。受信報告書はテレビ・ラジオともに技術局管理部にて受け付けている。
スポットCMは5秒程度の短いものから60秒にわたるロングバージョンも存在する。また、FBCテレビの番組（ゴールデン・プライム帯）の宣伝スポットが流れることもある（日本テレビ制作の番宣CMの音声をそのまま使用）。
なお、FBCラジオセンターの電話番号下四桁は0864であり、嶺北における周波数・864kHzにちなんでいる。また、ラジオカー・エコーメイトのナンバープレートは「・864」である。
『げんき一番』・『午後はとことんワイド』終了後、「皆様お聞きの放送は、大和田ラジオ本舗・FBCラジオです。この後もFBCラジオの番組でお過ごしください」とのコールが入る。
FBCの会員制Webサイト「ピントンくらぶ」（2020年3月まで、4月より「FBCアプリ」）に登録すると、毎週月曜日にFBCラジオの番組やイベントに関する情報がメールマガジンにて配信された。
（2024年3月まで）
FBCラジオを含む民放ラジオ6局はradiko.jpのサイマル配信に新たに参加し、実用化試験配信を開始。福井県内のみPCやスマートフォンからFBCラジオを聴取することができる。2015年7月1日にradiko.jpプレミアムの配信を開始。

### 主な事業
- ラジオウィーク - 毎年6月下旬もしくは7月上旬頃に実施されるイベント。賞金つきのクイズなどがある。タレントも出演し、土曜日にはスペシャル番組を放送する（土曜スペシャルを拡大し、12時から17時までFBCラジオ第1スタジオからの生放送。その模様は、FBCが運営するインターネットラジオ「なまみえラジオ」でも配信される）。出演タレントはせんだみつお（2004年・2005年）、笑福亭鶴光（2006年）、ダンカン（2007年）、藤本美貴（2008年）、彦摩呂（2009年）、AKB48（2010年）。
- ファン新年会 - リスナーとパーソナリティが芦原温泉で宴会をして1泊するという企画。1度、新年会の翌日に大雪が降り、リスナーが芦原からの帰宅に大変苦労したという年があった。

### ラジオ周波数

#### 現在
| AM放送 | AM放送 | AM放送    | AM放送  | AM放送 | AM放送 | AM放送                                                        | AM放送 |
| 親局   | 親局   | 呼出 符号 | 周波数  | 出力   | 送信所概要 （技術情報） | 備考                                                          |        |
| ------ | ------ | --------- | ------- | ------ | --- | ------------------------------------------------------------- | ------ |
| 嶺北   | 福井   | JOPR      | 864kHz  | D5kW   | - 送信空中線：125m円管柱、基部接地型副導線式空中線、 指向性はダウンリード式 - 送信機：MBT-8037（NEC） - STL：送受信装置（NEC）出力57.5mW、 1.2m鏡面（プレート）パラボラ - 送信局舎：鉄筋コンクリート - 非常用電源：自家発電装置70kVA           | 1998年12月に現在地に移転                                      |        |
| 中継局 | 中継局 | 呼出 符号 | 周波数  | 出力   | 送信所概要 （技術情報） | 備考                                                          |        |
| 嶺南   | 敦賀   |           | 1557kHz | 100W   | - 送信空中線：50m四角鉄塔、基部接地型副導線式空中線 - 送信機：JBC-2M（JRC） - 放送伝送回線：NTT回線 - 送信局舎：G式収容箱 - 非常用電源：バッテリーフロート80Ah - 備考：格差是正事業により1993年3月正式運用                                     | 2024年2月5日より停波 （AM停波実証実験による中継局の運用休止） |        |
| 嶺南   | 小浜   |           | 1557kHz | 100W   | - 送信空中線：59m四角柱、基部接地型副導線式空中線 - 送信機：ATM-100（三菱） - 送伝送回線：NTT回線 - 送信局舎：鉄筋コンクリート - 非常用電源：バッテリーフロート200Ah - 備考：1993年10月送信空中線を60m三角柱から 59m四角鉄塔の基部接地型に変更 | 2024年2月5日より停波 （AM停波実証実験による中継局の運用休止） |        |
| FM放送 |        |           |         |        | |                                                               |        |
| 中継局 | 中継局 | 呼出 符号 | 周波数  | 出力   | 送信所概要 （技術情報） | 備考                                                          |        |
| 嶺北   | 福井   |           | 94.6MHz | 1kW    | | 石川県の一部（小松市・加賀市など）も聴取可能。                |        |
| 嶺北   | 大野   |           | 94.6MHz | 10W    | | 2017年9月1日予備免許交付、 2017年12月25日放送開始             |        |
| 嶺南   | 小浜   |           | 93.6MHz | 100W   | | 2017年9月1日予備免許交付、 2017年12月25日放送開始             |        |
| 嶺南   | 高浜   |           | 93.6MHz | 3W     | | 2017年9月1日予備免許交付、 2017年12月25日放送開始             |        |
| 嶺南   | 敦賀   |           | 93.6MHz | 10W    | | 2018年12月3日放送開始                                         |        |
| 嶺南   | 美浜   |           | 93.6MHz | 10W    | | 2018年12月3日放送開始                                         |        |
| 嶺南   | 三国   |           | 93.6MHz | 100W   | | 2020年2月免許交付・3月放送開始                                |        |

#### 過去
| 親局 | 呼出符号 | 周波数 | 出力 | 送信所概要 （技術情報） | 備考                                                |
| ---- | -------- | ------ | ---- | --- | --------------------------------------------------- |
| 福井 | JOPR     | 864kHz | D5kW | - 送信空中線：128m円管柱（大亜工業）、 指向性はダウンリード式 - 送信機：MBT-8037（NEC）と 国際電気（現日立国際電気）の2台 - STL:VHF波を5素子八木宇田アンテナ1段1面にて受信 - 送信局舎：鉄筋コンクリート - 非常用電源：自家発電装置（日立製作所）70kVA | データは全て現在地に移転するまでの 1998年頃のもの。 |

### 現在放送中の番組
2025年4月時点。現在の番組の詳細は、公式サイトのFBCラジオ番組一覧あるいはラジオ番組表を参照。
自社制作番組は太字。

#### 随時放送
- FBCニュース（詳細は当該項目を参照）
- 交通情報
- 天気予報
  - 各ワイド番組内で放送。

#### 平日
| 時                                                                   | 月曜日 | 火曜日                                                 | 水曜日                                                                | 木曜日                                                             | 金曜日                                                   |
| -------------------------------------------------------------------- | --- | ------------------------------------------------------ | --------------------------------------------------------------------- | ------------------------------------------------------------------ | -------------------------------------------------------- |
| 5                                                                    | 5:00 FBC Wake Up メロディー | 5:00 FBC Wake Up メロディー                            | 5:00 FBC Wake Up メロディー                                           | 5:00 FBC Wake Up メロディー                                        | 5:00 FBC Wake Up メロディー                              |
| 5                                                                    | 5:15 解決!知っ得プレミアム | 5:15 おはようインフォメーション                        | 5:15 解決!知っ得プレミアム                                            | 5:15 おはようインフォメーション                                    | 5:15 おはようインフォメーション                          |
| 5                                                                    | 5:30 Brand-New Morning（TBSラジオ） |                                                        |                                                                       |                                                                    |                                                          |
| 6                                                                    | |                                                        |                                                                       |                                                                    |                                                          |
| 6:30 河村通夫の大自然まるかじりライフ（マール）                      | |                                                        |                                                                       |                                                                    |                                                          |
| 6:40 世の光                                                          | |                                                        |                                                                       |                                                                    |                                                          |
| 6:45 心のともしび                                                    | |                                                        |                                                                       |                                                                    |                                                          |
| 6:50 黒木瞳のあさナビ（ニッポン放送）                                | |                                                        |                                                                       |                                                                    |                                                          |
| 7                                                                    | 7:00 FBCニュース・天気予報 | 7:00 FBCニュース・天気予報                             | 7:00 FBCニュース・天気予報                                            | 7:00 FBCニュース・天気予報                                         | 7:00 FBCニュース・天気予報                               |
| 7                                                                    | 7:10 お早う!ニュースネットワーク（ニッポン放送） |                                                        |                                                                       |                                                                    |                                                          |
| 7                                                                    | 7:25 羽田美智子のいってらっしゃい（ニッポン放送） |                                                        |                                                                       |                                                                    |                                                          |
| 7                                                                    | 7:30 武田鉄矢・今朝の三枚おろし（文化放送） |                                                        |                                                                       |                                                                    |                                                          |
| 7                                                                    | 7:40 FBCニュース・天気予報 |                                                        |                                                                       |                                                                    |                                                          |
| 7                                                                    | 7:45 元気の種～きょうにエール～ |                                                        |                                                                       |                                                                    |                                                          |
| 8                                                                    | 8:00 話題のアンテナ 日本全国8時です（TBSラジオ） | 8:00 話題のアンテナ 日本全国8時です（TBSラジオ）       | 8:00 話題のアンテナ 日本全国8時です（TBSラジオ）                      | 8:00 話題のアンテナ 日本全国8時です（TBSラジオ）                   | 8:00 話題のアンテナ 日本全国8時です（TBSラジオ）         |
| 8                                                                    | 8:15 ラジ+ ▽10:35（月） 北陸ネット3県ポン ▽11:45 （月・水・金）今旬!インフォメーション （火・木）健康生活インフォメーション ▽12:00 ランチタイムニュース・天気予報 ▽12:10 （月）由紀さおりハートフルソングブック（かしわプロダクション） （火）小松亮太の音楽世界旅行（かしわプロダクション） （水）純烈・スーパー銭湯!!（かしわプロダクション） （木）ミュージック・フォーエバー （金）シティポップコレクション ▽12:40 加来耕三の歴史あれこれ ▽12:50 （月 - 木）歌謡喫茶・昭和（かしわプロダクション） （金）朗読のヒロバ（TBSラジオ） |                                                        |                                                                       |                                                                    |                                                          |
| 9                                                                    | |                                                        |                                                                       |                                                                    |                                                          |
| 10                                                                   | |                                                        |                                                                       |                                                                    |                                                          |
| 11                                                                   | |                                                        |                                                                       |                                                                    |                                                          |
| 12                                                                   | |                                                        |                                                                       |                                                                    |                                                          |
| 13                                                                   | |                                                        |                                                                       |                                                                    |                                                          |
| 14                                                                   | |                                                        |                                                                       |                                                                    |                                                          |
| 15                                                                   | |                                                        |                                                                       |                                                                    |                                                          |
| 15:30 健康生活インフォメーション                                     | 15:30 ラジオの扉 | 15:30 健康生活インフォメーション                       | 15:30 今旬!インフォメーション                                         | 15:30 健康生活インフォメーション                                   |                                                          |
| 15:45 夏川りみのたびぐくるちむぐくる（かしわプロダクション）         | 15:45 鈴木康博 フォークソング・メモリーズ（かしわプロダクション） | 15:45 ウィリアムス浩子のMy Favorite JAZZ               | 15:45 八神純子 MUSIC TOWN（かしわプロダクション）                     | 15:45 DJボビー 洋楽玉手箱（再放送）                                |                                                          |
| 15:45 夏川りみのたびぐくるちむぐくる（かしわプロダクション）         | 15:45 鈴木康博 フォークソング・メモリーズ（かしわプロダクション） | 15:45 ウィリアムス浩子のMy Favorite JAZZ               | 15:45 八神純子 MUSIC TOWN（かしわプロダクション）                     | 15:45 DJボビー 洋楽玉手箱（再放送）                                | 16                                                       |
| 16:25 健康百年道場                                                   | |                                                        |                                                                       |                                                                    |                                                          |
| 16:40 時東ぁみの危機耳ラジオ～その時のために（かしわプロダクション） | |                                                        |                                                                       |                                                                    |                                                          |
| 16:50 あなたにハッピー・メロディ（ニッポン放送）                     | |                                                        |                                                                       |                                                                    |                                                          |
| 17                                                                   | 17:00 ニュース・パレード（文化放送） | 17:00 ニュース・パレード（文化放送）                   | 17:00 ニュース・パレード（文化放送）                                  | 17:00 ニュース・パレード（文化放送）                               | 17:00 ニュース・パレード（文化放送）                     |
| 17                                                                   | 17:15 ニュース・天気予報 |                                                        |                                                                       |                                                                    |                                                          |
| 17                                                                   | 17:25 交通情報 |                                                        |                                                                       |                                                                    |                                                          |
| 17                                                                   | 17:30 ネットワークトゥデイ（TBSラジオ） |                                                        |                                                                       |                                                                    |                                                          |
| 17                                                                   | 17:45 もしかして どぶろっくだけど!?（かしわプロダクション） | 17:45 新・流行音楽堂                                   | 17:45 アナログタロウ 痛快!アナログヒッパレ〜♪（かしわプロダクション） | 17:45 相川七瀬 ROCK GOES ON（かしわプロダクション）                | 17:45 ダイアンのTOKYO STYLE（TBSラジオ）                 |
| 18                                                                   | 17:45 もしかして どぶろっくだけど!?（かしわプロダクション） | 17:45 新・流行音楽堂                                   | 17:45 アナログタロウ 痛快!アナログヒッパレ〜♪（かしわプロダクション） | 17:45 相川七瀬 ROCK GOES ON（かしわプロダクション）                | 17:45 ダイアンのTOKYO STYLE（TBSラジオ）                 |
| 18:15 あばれる君のイグニッションラジオタイム（かしわプロダクション） | 18:15 FBCゴールデンナイター（ニッポン放送） | 18:15 FBCゴールデンナイター（ニッポン放送）            | 18:15 FBCゴールデンナイター（ニッポン放送）                           |                                                                    |                                                          |
| 18:45 ミュージック白書～Artist History～（かしわプロダクション）     | 18:15 FBCゴールデンナイター（ニッポン放送） | 18:15 FBCゴールデンナイター（ニッポン放送）            | 18:15 FBCゴールデンナイター（ニッポン放送）                           |                                                                    |                                                          |
| 19                                                                   | 18:15 FBCゴールデンナイター（ニッポン放送） | 18:15 FBCゴールデンナイター（ニッポン放送）            | 18:15 FBCゴールデンナイター（ニッポン放送）                           | 19:00 荻上チキ・Session（TBSラジオ）                               | 19:00 荻上チキ・Session（TBSラジオ）                     |
| 20                                                                   | 18:15 FBCゴールデンナイター（ニッポン放送） | 18:15 FBCゴールデンナイター（ニッポン放送）            | 18:15 FBCゴールデンナイター（ニッポン放送）                           | 20:00 ドラマってムジカ（かしわプロダクション）                     | 20:00 DJボビー 洋楽玉手箱                                |
| 20                                                                   | 20:40 tkkaり娘の浮かれでぃお（かしわプロダクション） |                                                        |                                                                       | 20:00 ドラマってムジカ（かしわプロダクション）                     |                                                          |
| 21                                                                   | 21:00 志の輔&雷鳥のなんでか?ニッポン（北日本放送） | 21:00 サウンドスケッチ（かしわプロダクション）         | 21:00 ミュージックブルペン（かしわプロダクション）                    | 21:00 ミュージックブルペン（かしわプロダクション）                 | 21:00 ミュージックブルペン（かしわプロダクション）       |
| 21                                                                   | 21:30 パックンマックンのワールドで行こう!（最終週以外、かしわプロダクション）21:30 Happy!!福井に来とっけの〜（最終週のみ、アール・エフ・ラジオ日本との共同制作の福井県広報番組） | 21:00 サウンドスケッチ（かしわプロダクション）         | 21:00 ミュージックブルペン（かしわプロダクション）                    | 21:00 ミュージックブルペン（かしわプロダクション）                 | 21:00 ミュージックブルペン（かしわプロダクション）       |
| 22                                                                   | 22:00 オールナイトニッポン MUSIC10（ニッポン放送） | 22:00 オールナイトニッポン MUSIC10（ニッポン放送）     | 22:00 オールナイトニッポン MUSIC10（ニッポン放送）                    | 22:00 オールナイトニッポン MUSIC10（ニッポン放送）                 | 22:00 オールナイトニッポンGOLD（ニッポン放送）           |
| 23                                                                   | 22:00 オールナイトニッポン MUSIC10（ニッポン放送） | 22:00 オールナイトニッポン MUSIC10（ニッポン放送）     | 22:00 オールナイトニッポン MUSIC10（ニッポン放送）                    | 22:00 オールナイトニッポン MUSIC10（ニッポン放送）                 | 22:00 オールナイトニッポンGOLD（ニッポン放送）           |
| 0                                                                    | 0:00 レコメン!（文化放送） | 0:00 レコメン!（文化放送）                             | 0:00 レコメン!（文化放送）                                            | 0:00 レコメン!（文化放送）                                         | 0:00 嵐・相葉雅紀のレコメン!アラシリミックス（文化放送） |
| 1                                                                    | 1:00 山田裕貴のオールナイトニッポン（ニッポン放送） | 1:00 星野源のオールナイトニッポン（ニッポン放送）      | 1:00 乃木坂46のオールナイトニッポン（ニッポン放送）                   | 1:00 ナインティナインのオールナイトニッポン（ニッポン放送）        | 1:00 霜降り明星のオールナイトニッポン（ニッポン放送）    |
| 2                                                                    | 1:00 山田裕貴のオールナイトニッポン（ニッポン放送） | 1:00 星野源のオールナイトニッポン（ニッポン放送）      | 1:00 乃木坂46のオールナイトニッポン（ニッポン放送）                   | 1:00 ナインティナインのオールナイトニッポン（ニッポン放送）        | 1:00 霜降り明星のオールナイトニッポン（ニッポン放送）    |
| 3                                                                    | 3:00 キタニタツヤのオールナイトニッポン0(ZERO)（ニッポン放送） | 3:00 あののオールナイトニッポン0(ZERO)（ニッポン放送） | 3:00 佐久間宣行のオールナイトニッポン0(ZERO)（ニッポン放送）          | 3:00 マヂカルラブリーのオールナイトニッポン0(ZERO)（ニッポン放送） | 3:00 三四郎のオールナイトニッポン0(ZERO)（ニッポン放送） |
| 4                                                                    | 3:00 キタニタツヤのオールナイトニッポン0(ZERO)（ニッポン放送） | 3:00 あののオールナイトニッポン0(ZERO)（ニッポン放送） | 3:00 佐久間宣行のオールナイトニッポン0(ZERO)（ニッポン放送）          | 3:00 マヂカルラブリーのオールナイトニッポン0(ZERO)（ニッポン放送） | 3:00 三四郎のオールナイトニッポン0(ZERO)（ニッポン放送） |
| 4:30 上柳昌彦 あさぼらけ（ニッポン放送）                             | |                                                        |                                                                       |                                                                    | 3:00 三四郎のオールナイトニッポン0(ZERO)（ニッポン放送） |

#### 週末
| 時 | 土曜日                                                                           | 日曜日 |
| -- | -------------------------------------------------------------------------------- | --- |
| 5  | 5:00 水森英夫のチップイン歌謡曲（火曜会）                                        | 5:00 亀渕昭信のお宝POPS（火曜会）                                                                                  |
| 5  | 5:30 納得健康15分                                                                | 5:30 由紀さおりハートフルソングブック（再放送）                                                                    |
| 5  | 5:45 世の光                                                                      | 5:30 由紀さおりハートフルソングブック（再放送）                                                                    |
| 5  | 5:50 心のともしび                                                                | 5:30 由紀さおりハートフルソングブック（再放送）                                                                    |
| 5  | 5:55 和ルキューレ!                                                               | |
| 6  | 6:00 土曜朝6時 木梨の会。（TBSラジオ）                                           | 6:00 週刊 なるほど!ニッポン（ニッポン放送）                                                                        |
| 6  | 6:00 土曜朝6時 木梨の会。（TBSラジオ）                                           | 6:10 おはよう!ニッポン全国消防団（ニッポン放送）                                                                   |
| 6  | 6:00 土曜朝6時 木梨の会。（TBSラジオ）                                           | 6:20 録音風物誌（火曜会）                                                                                          |
| 6  | 6:00 土曜朝6時 木梨の会。（TBSラジオ）                                           | 6:30 相川七瀬 ROCK GHOS ON（再放送）                                                                               |
| 7  | 7:00 1万年堂出版の時間                                                           | 7:00 今旬!インフォメーション                                                                                       |
| 7  | 7:15 今旬!インフォメーション                                                     | 7:15 元気の種～きょうにエール～（再放送）                                                                          |
| 7  | 7:30 松尾ともこのハートフルソング                                                | 7:30 ふむふむいっぱいラジカフェ                                                                                    |
| 8  | 8:00 話題のアンテナ 日本全国8時です（TBSラジオ）                                 | 8:00 ONE-J（TBSラジオ） ▽8:55 FBCニュース・天気予報                                                                |
| 8  | 8:15 ニュース・天気予報                                                          | 8:00 ONE-J（TBSラジオ） ▽8:55 FBCニュース・天気予報                                                                |
| 8  | 8:25 交通情報                                                                    | 8:00 ONE-J（TBSラジオ） ▽8:55 FBCニュース・天気予報                                                                |
| 8  | 8:30 小松亮太の音楽世界旅行（再放送）                                            | 8:00 ONE-J（TBSラジオ） ▽8:55 FBCニュース・天気予報                                                                |
| 9  | 9:00 ピックアップラジオショッピング                                              | 8:00 ONE-J（TBSラジオ） ▽8:55 FBCニュース・天気予報                                                                |
| 9  | 9:15 ミュージック白書～Artist History～（再放送）                                | 8:00 ONE-J（TBSラジオ） ▽8:55 FBCニュース・天気予報                                                                |
| 9  | 9:30 純烈 スーパー銭湯!!（再放送）                                               | 8:00 ONE-J（TBSラジオ） ▽8:55 FBCニュース・天気予報                                                                |
| 10 | 10:00 サウンドスケッチ（再放送）                                                 | 10:00 桑原貞己の青春BOX                                                                                            |
| 10 | 10:00 サウンドスケッチ（再放送）                                                 | 10:30 岡村孝子 あの頃ミュージック（かしわプロダクション）                                                          |
| 11 | 11:00 ゴッドアフタヌーン アッコのいいかげんに1000回（ニッポン放送）              | 11:00 絵利菜のあなたのそばに音楽を                                                                                 |
| 11 | 11:00 ゴッドアフタヌーン アッコのいいかげんに1000回（ニッポン放送）              | 11:30 ピックアップラジオショッピング                                                                               |
| 11 | 11:00 ゴッドアフタヌーン アッコのいいかげんに1000回（ニッポン放送）              | 11:45 ミュージック白書～Artist History～（再放送）                                                                 |
| 12 | 11:00 ゴッドアフタヌーン アッコのいいかげんに1000回（ニッポン放送）              | 12:00 FBCニュース・天気予報                                                                                        |
| 12 | 11:00 ゴッドアフタヌーン アッコのいいかげんに1000回（ニッポン放送）              | 12:10 わくわくお届け便                                                                                             |
| 12 | 11:00 ゴッドアフタヌーン アッコのいいかげんに1000回（ニッポン放送）              | 12:25 和ルキューレ!（再放送）                                                                                      |
| 12 | 11:00 ゴッドアフタヌーン アッコのいいかげんに1000回（ニッポン放送）              | 12:30 Nisshoプレゼンツ 渡部絵美の住まいるハウス（TBSラジオ）                                                       |
| 13 | 13:00 ザ・リクエストやざ!                                                        | 13:00 爆笑問題の日曜サンデー（TBSラジオ）                                                                          |
| 14 | 13:00 ザ・リクエストやざ!                                                        | 13:00 爆笑問題の日曜サンデー（TBSラジオ）                                                                          |
| 15 | 15:00 伊東四朗 吉田照美 親父・熱愛（文化放送）                                   | 15:00 三宅裕司のサンデーヒットパラダイス（ニッポン放送）                                                           |
| 16 | 15:00 伊東四朗 吉田照美 親父・熱愛（文化放送）                                   | 16:00 ドラマってムジカ（再放送）                                                                                   |
| 17 | 17:00 AMEMIYAのとにかく歌います♪                                                 | 17:00 週刊 MUSIC PUNCH!（エフエム岩手）                                                                            |
| 17 | 17:15 ふむふむいっぱいラジカフェ（再放送）                                       | 17:00 週刊 MUSIC PUNCH!（エフエム岩手）                                                                            |
| 17 | 17:30 納得健康15分                                                               | |
| 17 | 17:45 ウィークエンドネットワーク（TBSラジオ）                                    | 17:45 時東ぁみの危機耳ラジオ～その時のために（再放送）                                                             |
| 17 | 17:50 FBCニュース・天気予報                                                      | 17:45 時東ぁみの危機耳ラジオ～その時のために（再放送）                                                             |
| 17 | 17:55 FBCニュース・天気予報                                                      | |
| 18 | 18:00 芸人お試しラジオ「デドコロ」（火曜会）                                     | 18:00 アルコ&ピース D.C.GARAGE（TBSラジオ）                                                                        |
| 18 | 18:30 音楽☆とらのアナ（火曜会）                                                  | 18:00 アルコ&ピース D.C.GARAGE（TBSラジオ）                                                                        |
| 19 | 19:00 櫻坂46 こちら有楽町星空放送局（ニッポン放送）                              | 19:00 なにわ男子の初心ラジ!（ニッポン放送）                                                                        |
| 19 | 19:30 AKB48のささやきラジオ～たぶん、山梨、石川、福井、山口でしか流れないから!～ | 19:00 なにわ男子の初心ラジ!（ニッポン放送）                                                                        |
| 20 | 20:00 放課後★LIVE CROSS                                                          | 20:00 ものまね SHOW TIME（かしわプロダクション）                                                                   |
| 20 | 20:00 放課後★LIVE CROSS                                                          | 20:30 松村邦洋のOH-!邦自慢（山口放送）                                                                             |
| 21 | 21:00 藤田ニコルのニコニチ（TBSラジオ）                                          | 21:00 ハライチのターン!（TBSラジオ）                                                                               |
| 21 | 21:30 福山雅治と荘口彰久の「地底人ラジオ」（渋谷のラジオ）                       | 21:00 ハライチのターン!（TBSラジオ）                                                                               |
| 22 | 22:00 ももいろクローバーZ ももクロくらぶxoxo（ニッポン放送）                     | |
| 22 | 22:30 あにまにあ（北陸放送）                                                     | |
| 23 | 23:00 Sky presents 藤原竜也のラジオ（ABCラジオ）                                 | 23:00 空気階段の踊り場（TBSラジオ）                                                                                |
| 23 | 23:30 SixTONESのオールナイトニッポンサタデースペシャル（ニッポン放送）           | 23:00 空気階段の踊り場（TBSラジオ）                                                                                |
| 0  | （0:00 - 5:00 放送休止）                                                         | |
| 1  | （0:00 - 5:00 放送休止）                                                         | 1:00 オードリーのオールナイトニッポン（ニッポン放送）                                                              |
| 2  | （0:00 - 5:00 放送休止）                                                         | 1:00 オードリーのオールナイトニッポン（ニッポン放送）                                                              |
| 3  | （0:00 - 5:00 放送休止）                                                         | 3:00 オールナイトニッポン0(ZERO)（ニッポン放送） （最終週）ヤーレンズのオールナイトニッポン0(ZERO)（ニッポン放送） |
| 4  | （0:00 - 5:00 放送休止）                                                         | 3:00 オールナイトニッポン0(ZERO)（ニッポン放送） （最終週）ヤーレンズのオールナイトニッポン0(ZERO)（ニッポン放送） |

#### 特別番組
- FBCゴールデンナイター（不定期）
- FBCゴールデンスペシャル（上記の雨傘番組。）
- 箱根駅伝実況中継（文化放送より毎年1月2日・3日にネット）
- 天皇盃 全国男子駅伝実況中継（中国放送より毎年1月第3日曜 12:15にネット）
- ボートレースラジオ実況中継（文化放送よりSG競走優勝戦開催日にネット。）[注 8]
- 輝く!日本レコード大賞（TBSラジオ制作 毎年12月30日 18:30 - 22:00、2023年は放送見送り）

### 過去の番組
平日午前
- さわやかFUKUI
- どんなモーニング?（平日： - 1991年3月、土曜： - 1993年9月） - 担当：福本実、星野豊、重盛政史、清田精二、森本茂樹。
- げんき一番（1991年4月 - 2010年4月2日）
- 良ーいドン!!（2010年4月5日 - 2024年3月29日）

平日午後
- こんにちはFUKUI
- おじゃましま〜す!（1992年10月 - 1993年3月） - 担当：桑原貞己、伊藤裕樹、星野豊。
- 午後はとことんワイド（2003年9月29日 - 2010年4月2日）
  - 直也のやる気満タン!月曜日（月曜日）
  - ちよびんの火曜はごきげん二重まる（火曜日）
  - しげちゃん横丁〜Hey!いらっしゃい（水曜日）
  - あべちゃんの笑顔に会いたい木曜日（木曜日）
  - 二木あつ子のきまぐれ気ままな金曜日（金曜日）
    - のんのん伸枝のなごMIX!（『午後はとことんワイド』/水曜）（ - 2005年3月） - 担当：辻岡伸江。
    - パワー全開!あべちゃんパラダイス（『午後はとことんワイド』/月曜）（ - 2007年1月） - 担当：阿部真由美。
- 午後はとことん よろず屋ラジオ（2010年4月5日 - 2024年3月29日）

平日夕方
- サンセットFUKUI ほかほか60分
- 夕空スタジオてんこもり（1994年4月 - 1995年3月、16:00 - 17:00）
- FBCラジオ夕刊（1995年4月 - ）
- ミュージックグラフィティー 音蔵
- ユーグレディオ（ - 2023年3月、月曜 - 金曜 17:15 - 18:15）

平日夜
- なまDE1発（1991年6月 - 1994年3月） - FBCラジオ初の本格夜ワイド番組。
- 情熱Night!（2011年10月 - 2012年3月）
- しあわせになるラジオ（アール・エフ・ラジオ日本との共同制作の福井県広報番組）

金曜日
- 来たか金曜待ってたホイ!（1994年4月 - ） - 担当：鳴尾健。
- FBCラジオ ガンちゃんワールド

土曜日
- 杉原徹のFIT・ナイト サタデー（1991年10月 - 1993年3月） - 北陸放送、北日本放送と共同制作。
- サタデーワイドやじうまクリニック（1995年4月 - 1997年3月）
- 花の土曜日さわやかモーニング（1996年4月 - ）
- FBCラジオ土曜スペシャル（2003年2月 - 2011年8月）
- 土曜は朝らじ（ - 2005年4月）
- ドッキドキ土曜日（2005年4月9日 - 2006年4月1日） - 担当：勝木弘行、山田恵梨子。
- どぉ〜ンと土曜日（2006年4月8日 - 2009年3月28日） - 担当：伊藤貴夫、鶴渕さやか、中嶋智子、桑原貞己、白石憲浩、川島秀成。
- かたいけの（2009年3月 - 2011年3月）
- 土曜の朝です 気分はドーヨ! - 担当：川島秀成、田中みゆき。
- それ行け!ピアピア大行進（1978年11月 - 1988年9月[26]） - 担当：桑原貞己[注 9]。
- 土曜まるかじり しゃべくりマンモスまかせてドン
- 土曜の夜はラジオでナイト - 担当：福本実。
- ぶっちゃけNight!
- ちゅんちゅんサタデー
- いまどき大人研究所
- 清田精二のいいね土曜日!（2020年4月 - 2023年3月、土曜 8:15 - 11:00）

日曜日
- 日曜だよベルからこんにちは!（ - 1992年9月） - 担当：森本茂樹。
- シャカリキよしかわ馬力
- ジュンクミのまだまにあう、にちよーB。
- ジュンクミの時間外受付〜ここにすわってアーンして〜
- 鼻毛の森のミュージックダウト
- 田中編集長のサントラ大作戦（2018年4月 - 2023年3月、日曜 17:00 - 17:30）
山形放送、栃木放送、北日本放送、山口放送にネットしていた。
- 午後はとことん よろず屋ラジオ（ - 2024年3月）
- ヒナタカコ 音楽室でひなたぼっこ（2019年4月 - 2024年3月31日、日曜11:00 - 11:30）

その他
- ナウナウ☆ふくい
- 日ベルこん のりのり電リクスペシャル（1992年10月 - 1993年3月） - 担当：白石憲浩。
- 昼のターミナル（ - 1993年9月）
- 清田精二のかたいけの（1993年10月 - 1994年3月）
- キャンパスヤンヤン（ - 1994年3月）
- 板垣CLUB（板垣スタジアム）（1994年4月 - ）
- 稲木聡のらくがきパレット（1994年4月 - ）
- 桑原貞己の週刊のべつまくな誌（1994年4月 - 1995年3月）
- サン・サン・サンデー太陽がいっぺい（1994年4月 - 1996年3月） - 担当：塚本一平。
- 85万人のカラオケBOX 歌の第1スタジオ
- FBCヤングパラダイス - 番組内容はJRN/NRNネット番組。
- 週刊ぶんぶんめし!
- ムーンシップ・ラジオゲーム（ - 1991年3月）
- しんしん症候群（1991年4月 - ）
- STUDIO C2-SQUARE!（1991年10月 - 1994年3月） - 企画ネット番組。
- おしゃべりマガジン（ - 1994年3月） - 担当：三田村明彦。
- おいしさ満点! よしもとラジオ!!（1997年4月 - ）
- 井戸端会議〜奥様はマジ〜（2005年10月 - 2006年3月） - 担当：阿部真由美、春木かおり、野村佳奈子。
- かっつん音楽宣言!（ - 2006年3月） - 担当：勝木弘行。
- 癒しのラジオ・ウィークエンド
- なべにやまもり
- かけ流しジュンヤ音泉
- 夜はここからムジカノート
- 夜のマンガハウス
- 今夜はシャベリタクないと...〜でも、ときどきユウコといっぱい〜
- 鶴ちゃんのTrue Love
- 清田精二の丸々フォークソング
- たんたん竹本たまげた鳴尾
- TAMPOPO通信 - 担当：佐藤正幸。
- FBC少年少女名作劇場
- しっちゃかめっちゃか
- おしゃべりST@TION
- 陽気にいこう
- サロンで50歩100歩
- FBCラジオキャンパス〜福井いいもの探検隊
- FBCおやすみミュージック
- 健康なんでも相談
- ベストミュージックコレクション
- 放課後☆LIVE（? - 2022年3月、金曜17:45 - 18:45）
- ようこそ県立大学へ（? - 2022年3月、日曜 17:00 - 17:15）
- 太鼓持あらいの好色浮世咄（1994年 - 2023年3月26日、日曜 17:30 - 17:45）

## FBCテレビ

### 概要
1989年4月以降はNNN/NNS（日本テレビ）系列主体でANN（テレビ朝日）系列とのクロスネット体制となっている。同年3月31日まではNNN/NNS単独加盟だったが、翌4月1日からANNにも加盟した。平成新局開局ブーム等でクロスネット局が減少する時代にフルネット局からクロスネット化された唯一の民放テレビ局でもある。ANNに関しては現在クロスネット局が番組供給部門（テレビ朝日ネットワーク）の対象から外れているため、編成は日本テレビ系列の番組が中心である。
当時の日本テレビ系列に入った理由は諸説あるが、開局当時既に隣の石川県で北陸放送（MRO）が開局しており、JNN（ラジオ東京テレビ（現:TBSテレビ））系列に入っていたため、MROとの競合（嶺北地区では当時かなりの範囲でMROが受信可能だった）を避けるために日本テレビ系列に入ったといわれている。なお、「福井放送五十年のあゆみ」には、当初はラジオで結びつきが強かった朝日放送（ABC、現：朝日放送テレビ）が当時加盟していたラジオ東京テレビ（現：TBSテレビ）系列入りが有力であったと記されている。
テレビ朝日系列の番組も、『羽鳥慎一モーニングショー』『朝だ!生です旅サラダ』などがスポンサー付でネットされてはいるものの、数は決して多くはなく、しかもこれらの源流となった番組はNNS単独加盟時代から系列外の立場でネットしていたものである。スポンサーの関係上、県内に系列局のないTBS系列やテレビ東京系列の番組も一部放送されているが、TBS系列番組は減少傾向にあり（後述）、加盟系列である日本テレビ系列番組・テレビ朝日系列番組がほとんどを占めるようになってきている。
NNN主体でANNとのクロスネットということもあって、昼のニュースはNNNとANNの2種類が放送されており（11時30分から『NNNストレイトニュース』（平日は11時38分頃からローカルニュース）を、11時45分（日曜日は11時50分）から『ANNニュース』を、それぞれ放送）、昼間は2回違う種類の全国ニュースを視聴できる。また、株主構成に朝日新聞が名を連ねていることもあって、かつて日曜日夕方の『ANNニュースレーダー』を朝日の冠番組（『朝日新聞テレビ夕刊』）として放送していたこともあった。
2006年5月に福井テレビ・NHK福井放送局とともに地上デジタル放送を開始した（2005年3月3日免許申請し、同年6月10日に予備免許交付）。こちらは2001年の社屋新築に際して、デジタル放送対応の設備へ更新された。
1990年4月のテレビ金沢開局までNNNの石川県加賀地方（主に小松市・加賀市の各全域と白山市・能美市の一部）のニュース取材と『ズームイン!!朝!』の生中継を担当した。2011年7月24日のアナログ放送終了まで、専用アンテナがあれば石川県加賀地方でも視聴出来ていた。
2024年11月10日には初めて全国向けのバラエティ番組『とことこコトーゲ』を日本テレビ系列28局ネットで放送された。
2024年の年間視聴率で3冠（全日・ゴールデン・プライム）を4年連続で達成した。
詳細は、公式サイトのFBCテレビ番組一覧あるいはテレビ番組表を参照。

#### ネットワークの移り変わり
- 1960年（昭和35年）6月1日 - 日本テレビ・東京放送（現：TBSテレビ）・フジテレビ・NETテレビのフリーネット局として開局。ニュースは日本テレビ主体と定める。
- 1966年（昭和41年）4月1日　ニュースネットワーク・NNN発足と同時に加盟。これによりニュースはしばらくの間NNNフルネット局に。
- 1967年（昭和42年）6月 - 民間放送教育協会発足と同時に加盟。
- 1969年（昭和44年）10月1日 - 福井テレビジョン放送開局によりフジテレビの番組が姿を消す。TBS・NETの一部が移行。
- 1972年（昭和47年）6月14日 - この日発足のNNSに加盟。
- 1975年（昭和50年）4月 - 『ANNニュース』のネット開始（当初は番販扱い）。
- 1978年（昭和53年） - この年よりテレビ朝日系列向けの取材協力や報道素材交換に参加。
- 1984年（昭和59年）3月 - TBSの番組改編に伴い、TBSのゴールデンタイムでの同時ネット番組が消滅。
- 1989年（平成元年）4月1日 - ANNに加盟。ニュースネットが正式に日本テレビ主体でテレビ朝日とのクロスネットとなる。現在は日本テレビ系列局である一方、福井テレビと共有してテレビ朝日系列・TBS系列・テレビ東京系列の番組を番組販売で放送している（『羽鳥慎一モーニングショー』・『ANNニュース』・『朝だ!生です旅サラダ』〈朝日放送テレビ制作〉に限り同時ネットで放送）。

#### 編成の特徴
ゴールデン・プライムタイムに関しては、土曜 21:00 - 21:54枠がテレビ朝日制作の「木曜ドラマ」、土曜 22:00 - 22:54枠がテレビ朝日水曜21時枠刑事ドラマのテレビ朝日系番組の遅れネット枠となっている以外、日本テレビ系の番組となっている。金曜 19:00、土曜 23:30、日曜 23:25のローカル枠3枠も含め、加盟系列（NNN/NNS・ANN）以外の他系列番組への差し替えは行っていない。
日本テレビ系番組の中でも、現在FBCテレビにおいて非ネット・遅れネットの代表的な一例として、土曜 21・22時台、平日 7:55 - 10:25、土曜 7:55 - 8:25の時間帯などが挙げられる。
福井県においてはケーブルテレビへの加入で、南越前町の区域を除く嶺北地方では北陸朝日放送（HAB）、嶺南地方及び南越前町の区域では朝日放送テレビ（ABC）が視聴出来る。その一方、FBCテレビは報道部門の関係で、それ以外のテレビ朝日系一般番組についても（フルネット局よりは少ないものの）最低限のネット保障を受けている。その関係から上述のクロスネット体制を続けており、日本テレビ系の情報番組やバラエティなどは、同系列フルネット局と比較するとネット比率が少なくなっている。
| 月曜日 - 金曜日          | 土曜日                         | 日曜日               |
| ------------------------ | ------------------------------ | -------------------- |
| Oha!4 NEWS LIVE          |                                |                      |
| ZIP!                     | シューイチ                     | NNNニュースサンデー  |
| 羽鳥慎一モーニングショー | 朝だ!生です旅サラダ            | シューイチ           |
| NNNストレイトニュース    |                                |                      |
| ANNニュース              |                                |                      |
| ヒルナンデス!            | サタデーLIVE ニュース ジグザグ |                      |
| 情報ライブ ミヤネ屋      |                                |                      |
| news every.              | news every.サタデー            | 真相報道 バンキシャ! |
| news zero                | Going!Sports&News              | Going!Sports&News    |

### デジタル放送概要

#### 本局
- 福井[29] 20ch JOPR-DTV 1kW
  - 2006年5月1日、本局でデジタル放送を開始。送信所はアナログ放送と同じく足羽山からであるが、アナログ放送とは異なり、送信施設の建物・鉄塔はNHK福井放送局（アナログ・デジタル・FM）と共用

##### リモコンキーID

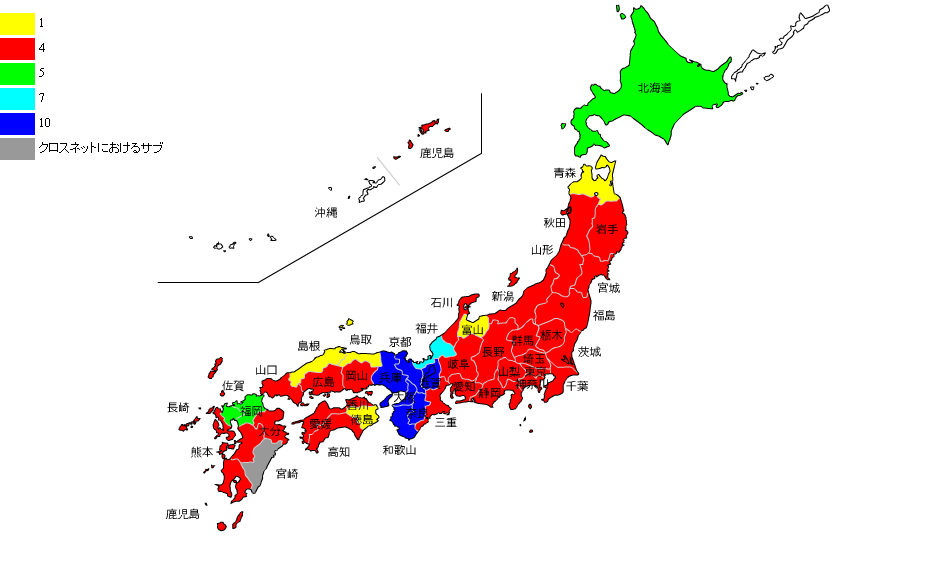
NNN系列のリモコンキーID地図

地上デジタル放送のリモコンキーIDはNNN・ANNで唯一の「7」。一般的にはテレビ東京系列（TXN）の放送局（「10」のテレビ愛知を除く）で使われる番号であるが、クロスネットに配慮して本来のメインネットであるNNNで一般的な「4」、ANNで一般的な「5」、自社のアナログチャンネルであった「11」などといった番号を選択せず、隣接各府県と重ならない番号を選択した。実際にはFBC自身も7chのアナログ中継局をいくつか有していたため、無縁の番号だったわけではない。

#### 中継局
- 大野 42ch 10W
- 勝山 28ch 3W
  - 大野・勝山は2007年10月1日開局。大野中継局はデジタル放送で唯一局単独の施設（アナログ放送を行っていた自社施設を継続使用）。
- 敦賀 28ch 10W　アナログ放送とは異なり、送信施設の建物・鉄塔はNHK（アナログ・デジタル・FM）と共用
- 小浜 47ch 10W　アナログ放送とは異なり、送信施設の建物・鉄塔はNHK（アナログ・デジタル・FM）と共用
  - 敦賀・小浜は2007年12月1日開局
- 美浜 28ch 10W
- 若狭上中 35ch 3W
- 坂井三国 30ch 3W
- 鯖江河和田 44ch 1W
- 越前市 36ch 1W
  - 以上の5局は、2008年12月1日に開局
- 高浜 44ch 1W
  - 2009年11月1日に開局
- 南越前今庄 44ch 1W
- 福井川西 35ch 0.3W
- 福井越廼 28ch 0.3W
- 上宇坂 36ch 0.1W
- 鯖江北 36ch 1W
- 羽生 28ch 0.3W
- 大野阪谷 47ch 0.3W
- 三国 30ch 3W
- あわら浜坂 47ch 0.01W
- あわら細呂木 44ch 0.01W
  - 以上の10局は、2010年11月に開局
- 勝山平泉寺 35ch 0.01W
  - 2010年12月に開局
- 東美浜 39ch 1W
  - 2011年12月15日に開局

#### ハイビジョン

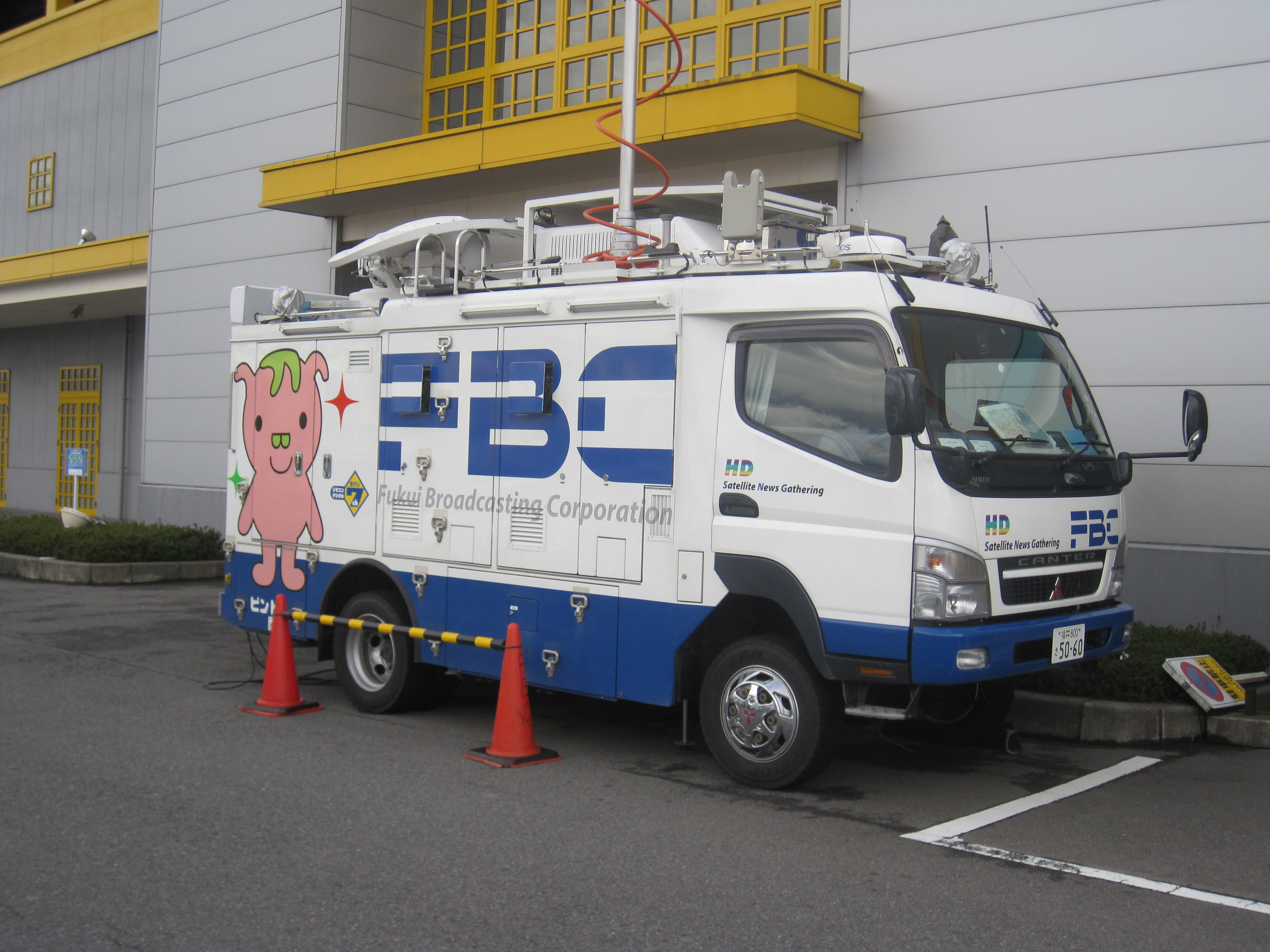
福井放送のハイビジョン中継車（SNG中継車）

かつて全国ニュースでFBCのニュース素材が放送される場合、『NNNニュース』では標準画質映像（ダウンコンバート）、『ANNニュース』ではNTT中継回線のほかにANN独自のIP-HD伝送システムを設置しているため、ハイビジョン映像で放映された。後にNNN回線も2009年8月までにHD回線に更新され、同年9月2日に開催された福井県営球場の巨人 vs 横浜」戦ではFBC技術協力でハイビジョン中継を行った（BS日テレと日テレG+のみで地上波の放送はなし）。
2008年12月27日より、フィラーとして日テレNEWS24（FBCホームページ・地上デジタル番組表での番組タイトルは『日テレNEWS24夜』、『日テレNEWS24朝』）をエンディング後に放送をはじめ、終日放送となった。なお、EPGでは「夜」は放送終了後5分程度、「朝」は放送開始前10分程度のみ設定されているが、ほとんどの受信機器では「夜」のみ、放送終了後から「朝」まで『日テレNEWS24夜』の視聴中に限りEPGの時間帯が変更される。

### アナログ放送概要
2011年7月24日で終了した時点のもの。
本局

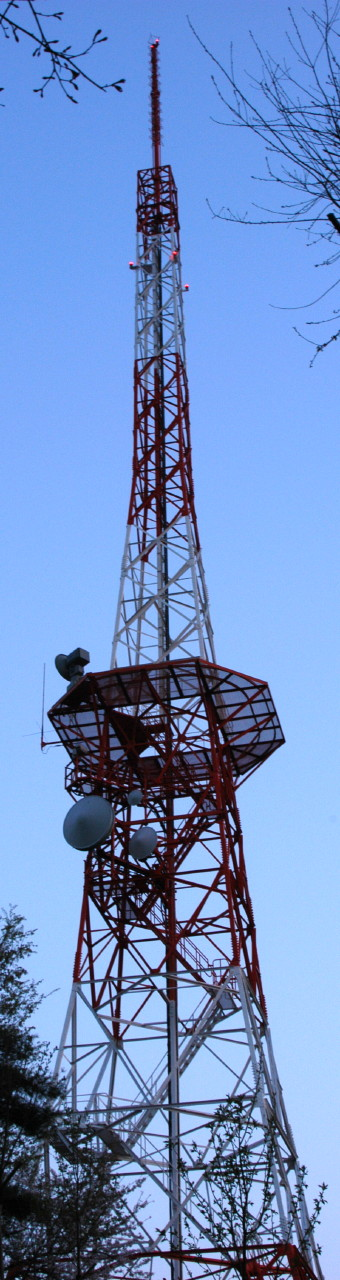
FBC福井放送テレビ送信所電波塔

- 福井（足羽山）11ch　JOPR-TV 3kW〈単独〉

| 中継局 - 小浜 4ch 30W（垂直偏波）〈単独〉 - 若狭 5ch 10W - 大野 7ch 35W（垂直偏波）〈単独〉 - 鯖江河和田 7ch 3W - 南越前今庄 7ch 1W - 敦賀 8ch 30W（垂直偏波）〈FM福井と共同使用〉 - 高浜 8ch 3W（垂直偏波） - 南越前南条 10ch 3W（垂直偏波） - 大野阪谷 29ch 3W - 鯖江 31ch 10W - 福井国見 42ch 3W（垂直偏波） - 福井上宇坂 42ch 1W - 福井川西 43ch 3W（垂直偏波） - 越前市 43ch 10W（垂直偏波） - 福井羽坂 44ch 0.1W - 美浜坂尻 44ch 10W - 福井冬野 46ch 0.1W（垂直偏波） | - 永平寺 46ch 0.1W - あわら浜坂 50ch 0.1W - 敦賀沓見 51ch 1W - 坂井 53ch 10W（垂直偏波） - 福井越廼 54ch 3W（垂直偏波） - 敦賀疋田 54ch 3W - あわら細呂木 56ch 0.1W - 永平寺越坂 56ch 0.1W - 福井清水 57ch 0.1W - 坂井梶 58ch 0.5W - 福井下宇坂 58ch 3W - 越前今立 59ch 10W - 池田 59ch 3W - 勝山 59ch 30W - 福井羽生 59ch 3W - 越前町 61ch 3W - 美浜 62ch 100W |

### 主なテレビ番組
太字は字幕放送。

#### 自社制作番組
詳細は、公式サイトのFBCテレビ番組一覧あるいはテレビ番組表を参照。
- FBCニュース（放送時間は当該項目参照）
- ZIP!ふくい（月曜 - 金曜 7:55 - 8:00[注 16]）
- 福井情報ボックス（月曜 - 金曜 11:40 - 11:45）
- おじゃまっテレ ワイド&ニュース（月曜 - 金曜 15:50 - 19:00）
- にじパレ（土曜 9:30 - 10:15）
- FBC・NNN news every.サタデー（土曜 17:00 - 17:30[注 17]）
- 朝だよ!ハピネスふくい（日曜 7:00 - 7:30）
- ふくい足もと遺産（日曜 11:25 - 11:30）
- ふれあい若狭（日曜 17:00 - 17:30）
- それゆけ福井市調査隊（不定期放送）

#### 日本テレビ系列番組
先行ネット
- キユーピー3分クッキング（月曜 - 金曜 11:20 - 11:30・土曜 10:20 - 10:30）

遅れネット
- オードリーさん、ぜひ会ってほしい人がいるんです。（水曜 0:59 - 1:30（火曜深夜）、中京テレビ制作）
- それいけ!アンパンマン（金曜 10:50 - 11:20）※解説放送
- 光が死んだ夏（土曜 0:30 - 0:59（金曜深夜））
- 24時間テレビチャリティー・リポート（土曜 5:40 - 5:45）
- with MUSIC（土曜 16:00 - 16:54）
- 土曜ドラマ（日曜 0:55 - 1:49（土曜深夜）、現在は『放送局占拠』を放送中）
- 所さんの目がテン!（日曜 6:30 - 7:00）
- 浜ちゃんが!（不定期放送、読売テレビ制作）

#### テレビ朝日系列番組
同時ネット
- 羽鳥慎一モーニングショー（月曜 - 金曜 8:00 - 9:55）
- ANNニュース（月曜 - 土曜 11:45 - 11:55・日曜 11:50 - 12:00）
  - EPG（電子番組表）での表記は『FBC・ANNニュース』。
- 朝だ!生です旅サラダ（土曜 8:00 - 9:30、朝日放送テレビ制作）

遅れネット
- じゅん散歩（月曜 10:25 - 10:50）
- 探偵!ナイトスクープ（火曜 0:59 - 1:54（月曜深夜）、朝日放送テレビ制作）
- 食彩の王国（水曜 10:25 - 10:50）
- 仮面ライダーシリーズ（木曜 10:50 - 11:20、現在は『仮面ライダーガヴ』を放送中）
- 渡辺篤史の建もの探訪（金曜 9:55 - 10:20）
- ポツンと一軒家（土曜 13:30 - 14:30、朝日放送テレビ制作）
- 木曜ドラマ（土曜 21:00 - 21:54、現在は『しあわせな結婚』を放送中）
- テレビ朝日水曜21時枠刑事ドラマ（土曜 22:00 - 22:54、現在は『大追跡〜警視庁SSBC強行犯係〜』を放送中）
- ドラえもん（日曜 5:45 - 6:15）※福井放送では日本テレビ制作の第1作も放送

#### その他の番組
TBS系列
- 人生最高レストラン（日曜 1:49 - 2:19（土曜深夜））
- 日曜劇場（日曜 16:00 - 16:55、現在は『19番目のカルテ』を放送中）

テレビ東京系列
- 家、ついて行ってイイですか?（土曜 14:30 - 15:30）
- THE フィッシング（日曜 5:15 - 5:45、テレビ大阪制作）
- 出川哲朗の充電させてもらえませんか?（日曜 10:25 - 11:25）
- 開運!なんでも鑑定団（日曜 12:00 - 13:00）
- 所さんの学校では教えてくれないそこんトコロ!（日曜 13:00 - 13:55）
- 日経スペシャル ガイアの夜明け（不定期放送）
- あちこちオードリー（不定期放送）

民間放送教育協会制作
- 日本のチカラ（金曜 10:20 - 10:50）

#### 過去に放送した番組
※は、番組自体は継続中。

##### 自社制作番組
- TODAYふくい
- FBCニュースプラス1
  - 夕方いちばんプラス1
  - FBCニュースプラス1サタデー・サンデー
- 福井夢応援プロジェクト ドリーマーズ
- Newsリアルタイムふくい
  - FBC Newsリアルタイムサタデー
  - おじゃまっテレ
- 福留功男のウルトラクイズ福井版
- イケてる福井
  - イケてる福井 ワイド&ニュース
- ふくい彩り百景
- ぶらり子育てしゃべり隊
- おはようふくいセブン
- 夜はすっぴん女子アナ7
- トクナンデス
- ちはやふる3（日本テレビとの共同製作）

##### テレビ朝日系列
- テレビ朝日系平日朝のワイドショー※（1966年ネット開始）
  - モーニングショー→スーパーモーニング→モーニングバード
- テレビ朝日系平日正午枠（1969年10月ネット開始、1993年4月1日打ち切り[30]）
  - アフタヌーンショー→この秋一番!→なうNOWスタジオ→布施明のグッDAY→欽ちゃんのどこまで笑うの?!→欽どこTV!!→お昼のマイテレビ→ホットライン110番→森田健作の熱血テレビ→女38歳気になるテレビ→お昼の独占!女の60分→人間探検!もっと知りたい!!
- 日曜19時後半象印マホービン一社提供枠
  - 象印歌のタイトルマッチ→ 象印スターものまね大合戦→象印ヒット作戦 1!2!3!→象印ライバル対抗大合戦!→象印クイズ ヒントでピント（1988年3月打ち切り）→象印ニュースクイズ パンドラタイムス
- ナショナルゴールデン劇場
- ポーラ名作劇場
- ANNニュースライナー（『FBC・ANNニュース』として放送、1989年3月までは月曜－土曜、1989年4月以降は日曜も放送）
- ANNニュース（平日15:55 - 16:00、『FBCニュース』として放送）
- 朝日フラッシュニュース
- 朝日新聞テレビ夕刊（『ANNニュースレーダー』に移行後も引き続き左記題名で日曜日のみ放送）
- スポーツレーダー（日曜夕方）
- ANNニュース&スポーツ (1980年代)（日曜夕方のみ）
- 530ステーション（日曜夕方のみ、1991年3月打ち切り）
- 西部警察 PART-III（PART-IIまでは福井テレビで放送）
- 特別機動捜査隊（後番組の『特捜最前線』は福井テレビで放送）
- 火曜21時時代劇枠
  - 大忠臣蔵、荒野の素浪人、破れ傘刀舟悪人狩り
- 水曜21時時代劇枠
  - 日本剣客伝、燃えよ剣、軍兵衛目安箱、長谷川伸シリーズ、新書太閤記、鬼平犯科帳 (丹波哲郎)、人魚亭異聞 無法街の素浪人
- 非情のライセンス
- 旅がらすくれないお仙
- 遠山の金さん捕物帳→ご存知遠山の金さん→ご存知金さん捕物帳→賞金稼ぎ
- 素浪人 月影兵庫（近衛十四郎主演、FBCでは2007年版も放送）→素浪人 花山大吉
- 暴れん坊将軍
- 鉄道公安36号
- 宇宙魔神ダイケンゴー
- エスパー魔美（アニメ単独枠、月曜 17:00 - 17:30[31]）
- 藤子不二雄ワイド（月曜 17:00 - 18:00[32]）
- ビートたけしのスポーツ大将
- ドラえもん (1979年のテレビアニメ)
- 新時代の中小企業→明日の経営戦略
- 透明ドリちゃん
- つるピカハゲ丸くん
- スーパー戦隊シリーズ※（『ジャッカー電撃隊』まで、『バトルフィーバーJ』以降はFTBに移行）
- クレヨンしんちゃん※
- さんまのナンでもダービー
- ウッチャンナンチャンの炎のチャレンジャー これができたら100万円!!
- ワールドプロレスリング※
- クイズプレゼンバラエティー Qさま!!※（拡大スペシャルの割合が多くなったことにより打ち切り）
- ブラマヨとゆかいな仲間たち アツアツっ!
- さまぁ〜ず×さまぁ〜ず
- テレビ千鳥※（途中打ち切り）
- 横浜国際女子マラソン
- 福岡国際マラソン（2021年大会をもって打ち切り）
- おかずのクッキング
- ごはんジャパン
- サンデープロジェクト（テレビ朝日・朝日放送テレビ共同制作）

※福井放送は『サンデープロジェクト』ネット局の中では唯一飛び降りする放送局となっていた（11:30から『NNNストレイトニュース』を放送するため。詳しくは『サンデープロジェクト』の項を参照）。また、『24時間テレビ』の放送時でも11時台の『ANNニュース』とセットで通常通り放送されていた。ただし、テレビ朝日系列で『全日本大学駅伝中継』がある場合、福井放送では別番組の編成となっていた（11:50からの『ANNニュース』も休止）。
- 朝日放送テレビ制作土曜朝のワイドショー※
  - おはようワイド・土曜の朝に→土曜だエブリバディ!→桂三枝のにゅーすコロンブス→海江田万里のパワフルサタデー
- 全国高校野球選手権大会中継※（朝日放送テレビ制作、開会式および決勝戦）
- はじめ人間ギャートルズ（朝日放送テレビ制作）
- にっぽん菜発見 そうだ、自然に帰ろう（朝日放送テレビ制作）
- ビックリマン（朝日放送テレビ制作）
- 新婚さんいらっしゃい!※（朝日放送テレビ制作、2022年3月の六代 桂文枝の勇退を機に打ち切り）
- 勇者シリーズ（名古屋テレビ制作）
- 恐竜キングシリーズ（メ～テレ制作）
- 毎日放送制作土曜朝のワイドショー（腸捻転時代、1975年3月打ち切り）
  - ウィークエンドショー→ウィークエンドモーニングショー→八木治郎ショー
- がっちり買いまショウ（毎日放送制作、腸捻転解消で打ち切り）
- ジムボタン（毎日放送制作、腸捻転時代）

##### TBS系列
- ヤング720（1968年ネット開始）
- ポーラテレビ小説（1984年3月打ち切り）
- ロッテ 歌のアルバム
- 時事放談→日曜放談
- 芳村真理の編みませんか
- 料理天国（1989年9月までは同時ネット、1989年10月以降は30分遅れの土曜18:30 - 19:00に放送）
- キッチンパトロール
- 奥さま広場
- 日本列島8時です
- 奥様はスーパーマン（北陸放送制作、北日本放送にもネット。1987年10月から1989年3月まで土曜午前に放送されていたライオン提供の15分番組）
- 欽ちゃんの週刊欽曜日
- ザ・ガードマン（月曜22時に17日遅れで放送）→シークレット部隊
- TBS木曜8時枠の連続ドラマ（日曜午後3時から10日遅れの放送、スポンサードネット）
  - ありがとうなど
- TBS木曜9時枠の連続ドラマ
  - HOTEL、ホットマンなど
- TBS木曜10時枠の連続ドラマ
  - カネボウ木曜劇場
  - 長男の嫁、男嫌いなど
- TBS金曜9時枠の連続ドラマ（一部はFTBで放送）
  - 白い滑走路、赤い迷路、赤い衝撃、赤い激突、とんぼ（長渕剛主演）、男女7人夏物語、男女7人秋物語、親子ジグザグなど
- 金曜ドラマ※
  - 愛していると言ってくれ、協奏曲、聖者の行進、花より男子、金曜日の妻たちへシリーズなど
- ママはアイドル!
- 親子ゲーム
- キイハンター
- アイフル大作戦
- Gメン'75
- キックボクシング
- クイズ100人に聞きました（1979年9月打ち切り）
- ぴったし カン・カン（途中打ち切り）
- ブラザー劇場
- ブラザーファミリーアワー（同時ネット、1984年3月打ち切り）
  - 人生ゲームハイ&ロー→クイズ天国と地獄
- ザ・チャンス（途中打ち切り）
- お笑い頭の体操（同時ネット）
- スター爆笑座
- ドリフフェスティバル・全員集合ベスト100（1986年 - 1987年頃に不定期で放送、本編の『8時だョ!全員集合』は未放送）
- 号外版 風雲!たけし城（本編の『痛快なりゆき番組 風雲!たけし城』は未放送）
- 火曜19時アニメ枠
  - 宇宙少年ソラン、冒険ガボテン島、キャプテン・スカーレット、サスケ
- 不二家の時間
  - パーマン、サインはV(第1シリーズ)、美しきチャレンジャー、モンシェリCoCo
- ウルトラマンシリーズ
  - ウルトラマン、ウルトラセブン、帰ってきたウルトラマン、ウルトラマンA、ウルトラマンタロウ、ウルトラマンレオ、ザ・ウルトラマン、ウルトラマン80
- キックの鬼
- わんぱく砦
- 黒い編笠
- キャプテンウルトラ
- 七人の刑事
- 野々村病院物語
- 夜明けの刑事
- 青春諸君!夏
- ミームいろいろ夢の旅
- オーケストラがやってきた
- 愛の劇場
- 浪漫紀行・地球の贈り物
- 世界の結婚式（1989年9月まで）
- ナショナル劇場→パナソニック ドラマシアター（2013年3月打ち切り）
- チューボーですよ!
- 逃げるは恥だが役に立つ
- 3人のパパ
- あなたのことはそれほど
- チア☆ダン
- 義母と娘のブルース
- リバース
- 恋はつづくよどこまでも
- 世界・ふしぎ発見!※（スポンサーの降板により2020年6月打ち切り）
- 皇室アルバム※（毎日放送制作、腸捻転時代もNET系番組として放送）
- まんが日本昔ばなし（毎日放送制作）
- 突然ガバチョ!（毎日放送制作）
- 闇金ウシジマくん（毎日放送制作） - Season2以降、Season1のみ福井テレビで放送。
- ゆうべはお楽しみでしたね（毎日放送制作）
- 度胸時代
- ふたりぼっち
- ごめんなさいね
- 妻のあした（以上4作品はCBCテレビ制作）
- ドラマ30
  - もう大人なんだから!（毎日放送制作）
  - 蔵の宿（CBCテレビ制作、福井県が舞台の為特例で放送）
- ふしぎなメルモ（朝日放送テレビ制作、腸捻転時代）
- オーケストラがやって来た（テレビマンユニオン・TBSテレビ共同制作。福井県での収録時は福井放送との3社共同制作）

ほか

##### テレビ東京系列
- とっとこハム太郎
- ibuki
- 釣り・ロマンを求めて
- ドンキーコング
- 今夜も千両箱→今夜もドル箱!!→新・今夜もドル箱
- つづうらら
- メガTONスポーツTODAY〜プロ野球速報〜
- BEST OF J-GROOVE（テレビ大阪制作）
- 開運!なんでも鑑定団 極上!お宝サロン（BSテレ東制作）

ほか

##### フジテレビ系列
（福井テレビ開局まで）
- スター千一夜
- 3時のあなた
- 銭形平次 (大川橋蔵)
- 鉄腕アトム（モノクロ版）
- 忍者部隊月光
- 三匹の侍
- ジャングル大帝
- 妖怪人間ベム（2011年のテレビドラマも放送）
- ズバリ!当てましょう（松下電器の意向で、福井テレビへの移行が遅れた）
- ザ・ヒットパレード
- 日清ちびっこのどじまん
- 仮面の忍者 赤影（関西テレビ制作）

ほか

##### その他
- GA 芸術科アートデザインクラス（UHFアニメ）
- 日常（UHFアニメ）
- 【推しの子】（UHFアニメ、第2期のみ放送）
- まちかど県政（日曜 16:55 - 17:00、福井県広報番組） - 福井テレビでも同一内容を放送。2019年9月まで放送。
- GO!ゴー!ふくい（同上） - 『まちかど県政』の後継番組。福井テレビでも同一内容を放送。2021年3月まで放送。

## アナウンサー
アナウンサーは基本的に報道制作局制作部の所属となる。

### 現在

#### 男性
- 1984年 森本茂樹
- 1986年 伊藤裕樹
- 1989年 重盛政史（ラジオセンターラジオ営業部長）
- 1990年 稲木聡（ラジオセンター、一時期は報道部デスクに所属。）
- 1998年 川島秀成
- 2017年 坂本優太
- 2018年 中村謙太（元エフエム愛知）
- 2019年 酒井拓海（2023年4月に報道部から異動[34]）
- 2024年 中村海里
- 2025年 田中悠登（元青山学院大学陸上競技部。2024年度長距離ブロック男子主将。卒業直前の第101回東京箱根間往復大学駅伝競走で総合優勝）

#### 女性
- 2008年 東海佳奈子
- 2016年 松田佳恵（元NHK岐阜[35]）
- 2019年 増谷寧々
- 2021年 坂田茉世
- 2022年 揚原妃織
- 2024年 手賀梨々子

### 異動・退職者
太字は現在FBCに出演している人物。●は故人。

#### 男性
- 1952年
  - 中村鋭一●（開局時に朝日放送より応援出向。山口放送にも1956年の開局時応援出向した。のち政治家として1980年参議院議員通算2期、1996年衆議院議員1期を歴任。2017年11月に死去）
- 1961年
  - 笠原靖（後に作家）
- 1962年
  - 布谷海哲（現在は日蓮宗僧侶）
- 1964年
  - 川口泰之（ - 1965年、読売テレビに移籍したのち、福井テレビに在職。退職後は地元の石川県で活動[36]）
  - 小林逸雄●（後に仁愛大学准教授や講師を歴任。2023年1月に死去）
- 1968年
  - 伊藤貴夫（ - 2009年、後の2002年に事業局長）
- 1969年
  - 工藤順雄（1943年8月22日に福井県生まれ。入社年に千葉商科大学商学部卒業。後の2002年に報道制作局長）
- 1974年
  -  桑原貞己
- 1977年
  - 山口武雄●（1973年に山形県立鶴岡南高等学校を卒業。1989年に地元局のテレビユー山形へ移籍。同局取締役報道制作局長在任中の2009年10月31日に出張先の福島県福島市で死去。55歳没）
- 1978年
  - 清田精二（ - 2011年、後に報道制作局長。2024年3月までラジオパーソナリティ）
- 1983年 
  - 山口直樹（ - 1998年、敦賀支社長・嶺南報道部長）
- 1985年
  - 鳴尾健（ - 2001年）
- 1986年 
  - 福本実（ - 2008年）
- 1988年
  - 佐藤正幸（ラジオセンター。一時期は他部署）
- 1992年
  - 白石憲浩（ - 2004年、人事部長）
  - 塚本一平（ - 2000年）
- 1997年
  - 岩本和弘（ラジオセンター→2024年4月から報道部兼務）
- 2001年
  - 粕谷康太郎 （ - 2008年、岐阜市職員）
- 2006年
  - 廣瀬隼也（ - 2011年、現在は広島ホームテレビ）
  - 吉川圭一（ - 2014年、2017年の退社までは報道部記者。現在は北陸朝日放送アナウンサー）
- 2011年
  - 西田隆人（ - 2015年9月、現在は広島ホームテレビ）
  - 前田智宏（ - 2018年3月、現在は南気象予報士事務所の気象予報士・毎日放送報道情報局気象情報部所属のキャスター）
- 2015年
  - 佐塚崇恭（ - 2019年、現在は山形放送）
- 2019年 
  - 工藤修斗（元エフエム福島。5月入社 - 2024年、編成広報部）
- 2020年
  - 山崎航（ - 2025年、現在は信越放送）
- 大島賢二
- 倉内利勝（後に副社長）
- 中谷寿麿（後にスワン商事代表）
- 星野豊（後に東京支社）[注 18]

#### 女性
- 1952年
  - 五十嵐ふじ子●（初代アナウンサー、2024年1月に死去[37]）
- 1966年
  - 伊藤志津枝（退職後、大手ファッション雑誌専属モデルに転身・高山正行夫人）
- 1972年
  - 井上寿美枝（ - 2015年）
- 1973年
  - 谷戸礼子（ - 不明、ラジオセンターエキスパートディレクター）
- 1988年
  - 井上ますみ（ - 2002年）
- 1993年
  - 清水章子（ - 2003年）
- 1996年
  - 野田美佳子（ - 2010年）
- 1997年
  - 江守美穂（ - 2007年、退社後気象予報士になりNHK津放送局気象キャスターも務めた）
- 1999年
  - 天谷由佳[38]（ - 2004年、フリー）
- 2002年
  - 堂下眞奈美（ - 2006年）
- 2003年
  - 大島さやか（ - 2007年、元新潟放送）
- 2004年
  - 鈴木沙和子（ - 2009年、フリー）
  - 山田恵梨子（ - 2024年、フリー）
- 2005年
  - 中嶋智子（ - 2011年）
  - 鶴渕さやか（ - 2011年、後に沖縄テレビを経て、フリー）
- 2006年
  - 佐々木愛（ - 2013年、現フリー）
- 2008年
  - 中山裕子（ - 2016年9月）
- 2011年
  - 板垣菜津美（ - 2018年3月、在職中に当時同僚だった前田智宏と結婚。現舞夢プロ所属のフリーアナウンサー）
- 2012年
  - 伊藤未奈（ - 2016年3月）
  - 池田めぐみ（ - 2016年8月）[注 19]
- 2013年
  - 楠紗友里（ - 2015年9月、スターダストプロモーション）
- 2015年
  - 吉見早彩（ - 2019年）
- 2016年
  - 齋藤沙弥香（ - 2018年、現在はテレビ信州）
  - 川越智子（ - 2019年、現在は長崎文化放送）
  - 相内抄彩（8月入社 - 2020年9月、現在は山形放送）
- 2017年
  - 山田友美（ - 2020年、現在はスターダストプロモーション所属のフリーアナウンサー）
- 2018年
  - 亀島愛永（ - 2023年、現在もFBC在職中（報道記者））
  - 木村仁美（8月入社 - 2021年7月、テレビ新広島を経て、2023年10月からF.D.K.所属のフリーアナウンサーとして引き続き広島を中心に活動）
- 2019年
  - 藤井友香（ - 2023年、元栃木放送、現在は静岡放送キャスタードライバー）
  - 工藤遥（8月入社 - 2025年4月、元青森テレビ）
- 浅野幸子（アナウンス・事務・営業を同時にこなし、後に経理部）
- 浅山淑子
- 大木敬子
- 岡部ふじ子
- 私市秀子（後に放送本部副本部長・ラジオセンター長）
- 佐々木宣子
- 竹内順子
- 谷口祥代 （フリー）
- 羽場万利子（退職後、ニチエンプロダクションに所属）

### ラジオパーソナリティ
- 阿部真由美（あべまゆみ）（『ラジ＋』水曜）
- 岩本紀美子（『ラジ＋』火曜）
- 絵利菜（『絵利菜のあなたのそばに音楽を』）
- 大川晴菜（『放課後LIVE CROSS』）
- 加藤直也（『ザ・リクエストやざ』）
- 北崎友美（『ザ・リクエストやざ』）
- さかいちよみ。（『ザ・リクエストやざ』）
- 谷口祥代（『ザ・リクエストやざ』）
- 堀内くみ子（『ラジ＋』木曜・金曜）

## スタジオ

### ラジオ
- 1st（1スタ） - 社屋1階のロビー横にあるオープンスタジオ。生ワイド番組の放送に用いられる。
- 2st・3st - 社屋2階。ラジオマスター横に併設。平日夕方と土日の定時ニュースで使用される。
- 4st・5st - 社屋2階。マスター向かいにあるスタジオ。何れも放送を送出できる。4stは小規模、5stは中規模である。
- 6st・7st - 社屋2階。ワンマンスタジオ。番組・CM収録などに使用される。
- サテライトスタジオ・福井市高柳「TRETAS」グリーンスタジオ[39]（2024年4月開設）

### テレビ
- Jスタ - 社屋1階。生番組向けのスタジオ。現在はおじゃまっテレ ワイド&ニュース、FBCニュースで用いられる。報道部に直結しているため報道フロアに顔出しブースが無く、臨時ニュースもJstから伝える形式をとっている。スタジオはおじゃまっテレのセットが常時組まれている。セット組み替え時には、副調整室（Jサブ）からニュースを放送することがある。
- テレビスタジオ - 社屋1階。地方局では大規模の100坪の床面積を誇る。生放送にも使用でき、2007年3月末から放送されていたイケてる福井がこのスタジオ発になった。移動後初めての放送でスタジオの概要が紹介された。また、年末の報道特別番組「ふくいこの1年」でも使用されている。また、副調整室は2階に設置。見学も2階から行う。なお、デジタル化が全て完了している。
- 福井市企業局ガスクッキングスタジオ - 福井市企業局内にある料理スタジオ。おじゃまっテレ ワイド&ニュースの菜津美のいたがきま〜すで使用する。ほぼ毎週木曜日の午後に収録。

### 主調整室
主調整室（マスター）は、ラジオ・テレビ共に社屋2階に配されている。
- テレビマスターは、2006年4月3日未明にデジタル放送対応マスターに更新されている。

## 情報カメラ設置地点
FBC本社屋上（福井市大和田町）
- Livescopeによって制御可能。ただし、悪用を防ぐために性能を制限している。

足羽山（福井市）
- 以上2地点はFBC-iのトップページにて午前8時から午後7時まで静止画を公開している。

水晶浜（美浜町）
- 海水浴シーズンを中心に利用している。NHKのカメラとほぼ同じアングル。

久須夜ヶ岳（小浜市）
- 番組で使用する以外はカメラを下に向けているため、番組以外で映像は公開されていない。福井県道107号泊小浜停車場線の第2駐車場(旧エンゼルラインの部分)にある、自社の久須夜FPU基地局にカメラが取り付けられている。

松ヶ崎（敦賀市）
- 過去にイケてる福井で放送されたことがある。

## 天気予報
FBCテレビは天気予報のみを放送する番組に多彩なタイトルをつけている。
- ふくい朝イチお天気GET!!（（現在） 平日 4:45 - 4:50、土曜・日曜 4:55 - 5:00）
  - 雲の様子→県内の気温の様子→県内の降水の様子→警報・注意報→きょうの県内の天気→きょうの県内の予想気温→海予報→天気分布→ピンポイント天気→洗濯情報→きょうの全国の天気→きょうの全国の予想気温→週間予報
- こんにちは天気予報（日曜 11:40頃）
- ヤン坊マー坊天気予報（月曜・金曜 20:54 - 21:00）
  - 番組表上は「天気予報」としている。
- 湯けむりあわら天気予報（水曜 20:54 - 21:00）
- 週末ほっと天気（金曜 22:54 - 23:00）
- お天気最終ばん（毎日 放送終了直前）
  - きょう朝9時の予想天気図→県内の気温の様子→きょうの県内の天気→きょうの県内の予想気温→天気分布→県内の3時間毎の詳しい天気→海予報→週間予報→きょうの全国の天気

『ZIP!』内で放送される天気予報には「いってらっしゃい天気予報」というタイトルがある。
オープニングとエンディングにマスコットキャラのピントンが登場する。早朝と夜では違う絵を用いている。
オープニングには完全版と短縮版があり、週末ほっと天気のみに限り、夜の完全版を見ることができる。
早朝・深夜帯のアナウンスは機械的に音声を組み合わせている。

## 区域外再放送
石川県の旧加賀ケーブルテレビ（当時、加賀市）でアナログ放送を2011年7月24日まで実施。設立時にテレビ金沢が開局していたもののアナログ放送の個別受信が可能な地域であった。
旧加賀ケーブルテレビのサービス終了以後、区域外再放送は行われていない。

## 主な受賞歴
『FBCスペシャル 拝啓 連也様～マスク越しの闘病20年～』で2021年日本民間放送連盟賞特別表彰部門放送と青少年最優秀賞を受賞した。また『FBCスペシャル2021 #田舎は好きですか ファインダー越しの僕のふるさと』でも同賞番組部門テレビエンターテインメント番組優秀賞を受賞した。同じ年に同賞を複数のテレビ番組で受賞するのは初めてだった。同賞は過去にも多くのテレビ・ラジオ番組で多数受賞している。また、ラジオ番組『輝く！ゴールデンエイジふくい～生きる喜び歌にのせて～』が第61回ギャラクシー賞優秀賞を受賞した。

## その他
- FBC公式サイトでの「リンク集」にはテレビ・ラジオの系列問わず日本の民間放送のほぼ全局への公式サイトにリンクしている（一部民放を除く）。
- FBCは中国・浙江省の浙江広播電視集団（旧浙江電視台）と1991年4月1日に友好交流関係を締結し、番組の交換などによる交流を深めている。なお、杭州市は福井市と、浙江省は福井県と友好関係にある。
- 2006年12月より、「LOVE・アース・ふくい みんなで止めよう温暖化」と銘打って、ラジオ・テレビ共通キャンペーン「地球温暖化防止キャンペーン」を展開している。マスコットキャラクターのピントンを主人公にした絵本「あいことばはもういちど」を製作し、ネット上で閲覧できるほか、県内全小学校に配布する。また、希望する学校にはFBCのアナウンサーが出向いて絵本朗読会を開く。CMでは勝山市で発掘された恐竜「フクイラプトル」をテーマにしたものを放送している。
- 天気予報（テレビ・データ放送、ラジオ、サイト内）の気象データの提供元はウェザーニューズ。（一部気象データを除く）以前は日本気象協会の気象データを使用していた。またFBCテレビは、天気予報時に使用される自動音声（主に早朝・深夜帯）はウェザーニューズが開発したものを使用している。
- かつては緊急警報放送システムの運用を行っていたが、テレビは2011年7月24日のアナログ放送終了と同時に、ラジオは同年12月31日にそれぞれ運用を終了した。
- 北國新聞のテレビ欄には、1969年9月30日まで『福井テレビ』（福井放送テレビという意味）と表記されていた。その後、翌日に開局した福井テレビとの混同を避けるため、翌10月1日から『福井放送』と表記されるようになった[44]。なお、1963年には、福井放送の略称を『FBS』と誤記していた時期もある[45][注 20]。北國新聞ではテレビ欄・ラジオ欄とも小サイズ(時期によってはハーフサイズ）で掲載されていたが、2018年11月30日にテレビ、2020年4月30日にラジオの掲載を廃止した。石川県向けのテレビ欄は、北國新聞・スポーツ報知（東京本社版）・サンケイスポーツ・デイリースポーツを除き掲載されている（読売新聞は第2テレビ欄に掲載）。ラジオ面は北國新聞・スポーツ紙各紙を除き掲載されている。
- 『24時間テレビ』福井ローカルでのチャリティー企画は、福井放送の社屋横に所在するフェアモール福井（以前はショッピングシティベル）を会場として行う[注 21]。24時間テレビ放送当日のFBCラジオ『土曜スペシャル』では、24時間テレビ特集と題して募金の告知などを行う。番組の終盤では県内の協賛各社がすべて読み上げられる。